# 스페이스 보헤미안
스페이스 보헤미안(Space Bohemian)은 대한민국 밴드 넬이 소속 되어 있는 기획사이다.울림 엔터테인먼트에서 10년만에 계약 만료한 뒤 세운 독립 레이블이다.

## 소속 연예인
- 넬 (김종완, 이재경, 이정훈)

## 이전 소속 연예인
- 정재원 (넬 전 멤버)